# Ligninperoxidas
Ligninperoxidas är ett extracellulärt enzym som utsöndras av vitrötesvampar. Det tros vara involverat i nedbrytning av lignin. Enzymet bär på en hemgrupp som prostetisk grupp, och använder väteperoxid som oxidationsmedel, för att oxidera ligninstrukturer till organiska radikaler, som därefter tros sönderfalla spontant. Ligninperoxidas är ett mycket starkt oxidationsmedel för att vara enzym, och kan oxidera icke-fenoliska aromater. Enzymet inaktiveras av höga koncentrationer av väteperoxid, vilket har försvårat teknisk användning.